# Pouzolzia scaberrima
Pouzolzia scaberrima är en nässelväxtart som beskrevs av Ellsworth Paine Killip. Pouzolzia scaberrima ingår i släktet Pouzolzia och familjen nässelväxter. Inga underarter finns listade i Catalogue of Life.